# الابن الصالح (فلم)
الأبن الصالح (بالإنجليزية: The Good Son) هو فيلم رعب نفسي أمريكي من إنتاج سنة 1993. إخراج جوزيف روبن وبطولة ماكولي كولكين واليجاه وود.

## القصة
الفيلم يبدأ مع عاما مارك ايفانز - 12 (بطل الرواية) (اليجاه وود) يلعبون لعبة كرة القدم، وحتى والده يظهر ويأخذ منه لزيارة المستشفى لنرى الموت والدته. بعد وفاتها، والد جاك مارك (ديفيد مورس) غير قادر على التحكم ابنه تعيينه كما هو في رحلة عمل إلى طوكيو، اليابان. بدلا من ذلك، يأخذ جاك مارك والاس في البقاء مع عمه وعمته سوزان (دانيال كيلي هيو ويندي كروسان)، ولكن يعتقد بشكل وهمي مارك أن والدته سيعود. عند بلوغ ايفانز 'بيت، قدم مارك هو عائلته الموسعة، بما في ذلك أبناء عمومته وكوني هنري ايفانز (ماكولاي كولكن). مارك هنري والحصول على طول في البداية، ويبدو أن هنري يلعب لطيفة جدا معه. عند زيارة المقبرة، يقول مارك هنري عن ثلاث سنوات من العمر ريتشارد شقيق له، الذين لقوا حتفهم غرقا في حوض الاستحمام قبل بضع سنوات ومارك يشعر شيئا ما ليس صحيحا. هنا، وكشف هنري هو أن تكون خاصة المدخن. في وقت لاحق، يظهر مارك هنري قوس ونشاب محلية الصنع التي بناها أن يطلق النار على البراغي والمسامير. أنه يدل على الأسلحة من خلال محاولة ضرب قطة قريبة. جاك مارك يرتب لينظر ليكون إلى جانب وعلم النفس (جاكلين بروكس)، الذي يحاول مساعدة مارك التعامل مع والدة وفاته. مارك يدرك أن هناك شيئا خاطئا مع هنري عندما يستخدم القوس والنشاب لقتل الجيران كلب. في وقت لاحق، هنري يؤدي إلى تصادم السيارات من خلال إسقاط عشر دمية (الذي يسميه بمودة «مستر الطريق السريع») في طريق سريع مزدحم. مارك يحاول دون جدوى لاقول عن سوزان وضوح الشمس هنري السلوك المعادي للمجتمع.
الأمور تزداد سوءا والاس وسوزان ترك الأطفال في المنزل وحدها لأنها تذهب ليلة وتلميحات مارك هنري إلى أنه خطط لإيذاء له ثمانية عاما) شقيقة كوني (كوين كولكن). في اليوم التالي، هنري يأخذ كوني التزحلق على الجليد على بركة المجمدة، حيث يؤدي إلى كوني الجليد الرقيق، تعتزم السماح لها يغرق، على الرغم من أنها انقذت قبل ذلك. مارك يحاول أخبر سوزان حول الحادث الذي وقع في البركة، ولكن أنها مقتنعة بأن ذلك هو كذب. مارك ثم يذهب ليقول علم النفس، ولكن يرى هنري التحدث معها، وجعل مارك إلى أن تكون واحدة يعانون من مشاكل نفسية. بعد المطالبات والدة مارك هنري ليكون في ذلك بلده، هنري عن الغيرة وتلميحات لمارك أنه ذاهب لقتل سوزان. في نوبة من الغضب والخوف، ومارك هنري مع الطعنات في مقصا ضغط ضد حنجرته. والاس المصيد منها، بسرعة الاستيلاء على مارك وتأمين ما يصل إليه في دراسة علم النفس في انتظار مارك إلى أكثر من يأتي.
ومن ناحية أخرى، هنري يقود أمه بعيدا عن البيت، مدعيا أنه يريد ببساطة أن أذهب في نزهة. سوزان، الذي بدأ التشكيك قصة هنري منذ زمن طويل على وفاة شقيقه، ويطالب أن تعرف عن ريتشارد. وهي تعتقد أنه لا غرق ريتشارد وبدلا من ذلك، تتساءل إذا كان هنري قتلوه. هنري لا يجيب مباشرة، ولكن يلمح إلى الحقيقة عن طريق طرح ببرود «وماذا لو فعلت؟» سوزان يقول هنري أنها تريد الحصول على مساعدة له، ولكن هذا الإنذار هنري، الذي يخشى إرسالها إلى «واحدة من تلك الأماكن». يدير باتجاه منحدر قريب، والتي تظهر أن تكون انتحارية. سوزان يذهب إلى الهاوية، ويبدو على الحافة، وتفاجأ عندما تجد هنري الخارجة من يختبئ وراءها، مسليا أنه ينخدع لها مرة أخرى. يدير ثم إلى الأمام، والدفعات والدته على الحافة. يتم دفعها قمة سائغة سوزان على افريز بعد قبالة عن طريق هنري. هنري يحاول مرة ثانية لقتل سوزان عن طريق إسقاط صخرة عليها، ولكن قبل أن يتمكن من مارك يظهر فجأة (هروبه الدراسة عن طريق كسر نافذة مع الرئيس)، يتناول هنري على الأرض، واثنين من بدء القتال.
سوزان يدير ليصعد على حد سواء كما ومارك هنري تقع على حافة الهاوية. سوزان قمة سائغة لهم ولكل طفل يجد نفسه التعلق، مع مارك التشبث ذراع سوزان الحق وهنري التشبث تركها. كل ثلاثة ندرك أن سوزان وليس لديها القوة لسحب كل من البنين احتياطي إلى بر الأمان. من أجل إنقاذ أي منهما، وقالت أنها سوف تضطر إلى استخدام كلتا يديه وإطلاق سراح الصبي الآخر بالسقوط إلى وفاته. مارك هنري والبصر على سوزان، كل واحد منهم التسول لتكون واحدة اختارت لإنقاذ؛ هنري هادئة، معتقدين أنها ستكون لدينا لإنقاذه، ابنها. سوزان مخاوفه إزاء القرار، ولكن بمجرد أن يبدأ قبضتها تفسح المجال، وقالت أنها تسمح سقوط ابنها الخاصة إلى وفاته على الصخور أدناه، الختامية بشكل صحيح أن ابنها ليس إنقاذ قيمتها. في النهاية، تغلب الحس الأخلاقي لها ولاء لها العائلية

## وصلات خارجية
- مقالات تستعمل روابط فنية بلا صلة مع ويكي بيانات